# Slovenska popevka 2000
Slovenska popevka 2000 je potekala 10. junija na Ljubljanskem gradu v organizaciji RTV Slovenija v sodelovanju z Mestno občino Ljubljana in Festivalom Ljubljana. Prireditev je vodila Blažka Müller Pograjc. Na njej se je predstavilo 16 pesmi: 8 mesečnih zmagovalcev Oriona in 8, ki jih je izbrala strokovna komisija.
V spremljevalnem programu so nastopili Rok Golob in Katrinas, ki so občinstvo z orkestrom Iuventas ogrevale že pred začetkom tekmovalnega dela, plesna šola Urška, vsi tekmovalci pa so skupaj zapeli skladbo Oda 2000 (avtorjev Adija Smolarja in Ota Pestnerja), ki je bila napisana posebej za to priložnost.
To je bila zadnja Popevka, pri kateri je sodeloval Slavko Hren, ki je nad njo kot scenarist, urednik in režiser bdel 3 leta. To je bila tudi zadnja Popevka, pri kateri je izbiranje finalistov potekalo preko oddaje Orion. Z letom 2001 je Orion postal povsem samostojen festival, namenjen predvsem mladim izvajalcem in debitantom.

## Nastopajoči
| #   | Izvajalec                  | Naslov pesmi               | Avtor glasbe     | Avtor besedila             | Avtor aranžmaja                |
| --- | -------------------------- | -------------------------- | ---------------- | -------------------------- | ------------------------------ |
| 1.  | Slavko Ivančić             | Zagrabi me                 | Danilo Kocjančič | Drago Mislej               | Danilo Kocjančič               |
| 2.  | Kalamari                   | Tvoja sled                 | Franci Čelhar    | Marko Kočar                | Matjaž Švagelj, Franci Čelhar  |
| 3.  | Jasmina Cafnik             | Nasvidenje                 | Dušan Erbus      | Janez Hvale                | Dušan Erbus                    |
| 4.  | Panda                      | Danes se vse preprosto zdi | Samo Pirc        | Suzana Jeklic              | Andrej Pompe                   |
| 5.  | Presstige & Blue           | Ženska dela čudeže         | Željko Šegrec    | Metka Ravnjak - Jauk       | Aljaž Šimek                    |
| 6.  | Andraž Hribar              | Pustila si                 | Andraž Hribar    | Andraž Hribar              | Andraž Hribar                  |
| 7.  | Tulio Furlanič & Yesterday | Nocoj joče neko srce       | Marino Legovič   | Miša Čermak                | Marino Legovič                 |
| 8.  | Selekcija                  | To ni to                   | Karel Novak      | Karel Novak                | Karel Novak                    |
| 9.  | Regina                     | Moje ime                   | Aleksander Kogoj | Aleksander Kogoj           | Sašo Fajon                     |
| 10. | Vito Mlinarič              | Črnolasa princesa          | Vito Mlinarič    | Vito Mlinarič              | T. Valenko                     |
| 11. | Ana Dežman                 | Cvetje in poletje          | Jure Robežnik    | Dušan Velkaverh            | Jure Robežnik                  |
| 12. | Samson                     | Viharno nebo               | Tone Košmrlj     | Tone Košmrlj               | Tone Košmrlj                   |
| 13. | Nuša Derenda               | Čez dvajset let            | Matjaž Vlašič    | Urša Vlašič                | Matjaž Vlašič, Boštjan Grabnar |
| 14. | The Twins                  | Glas srca                  | Mojca Brecelj    | Mojca Brecelj, Marko Petek | Dejan Savič                    |
| 15. | Foxy Teens                 | Moja simpatija             | Boštjan Groznik  | Boštjan Groznik            | Boštjan Groznik                |
| 16. | Polona Furlan & Nova pot   | To je dovolj zame          | Danilo Kocjančič | Drago Mislej               | Danilo Kocjančič               |

## Seznam nagrajencev
Nagrada občinstva za najboljšo skladbo v celoti (glasbeni zmajček) (televoting)
- Glas srca (Brecelj/Brecelj-Petek) − The Twins

| Mesto              | 1.                  | 2.                        | 3.                           | 4.              | 5.                 | 6.                        | 7.                                          | 8.                       | 9.                           | 10.                       | 11.                             | 12.                                  | 13.                                              | 14.                              | 15.                 | 16.                 |
| ------------------ | ------------------- | ------------------------- | ---------------------------- | --------------- | ------------------ | ------------------------- | ------------------------------------------- | ------------------------ | ---------------------------- | ------------------------- | ------------------------------- | ------------------------------------ | ------------------------------------------------ | -------------------------------- | ------------------- | ------------------- |
| Izvajalec in pesem | The Twins Glas srca | Foxy Teens Moja simpatija | Nuša Derenda Čez dvajset let | Regina Moje ime | Selekcija To ni to | Jasmina Cafnik Nasvidenje | Polona Furlan in Nova pot To je dovolj zame | Andraž Hribar Pustila si | Ana Dežman Cvetje in poletje | Slavko Ivančić Zagrabi me | Vito Mlinarič Črnolasa princesa | Presstige in Blue Ženska dela čudeže | Tulio Furlanič in Yesterday Nocoj joče neko srce | Panda Danes se vse preprosto zdi | Samson Viharno nebo | Kalamari Tvoja sled |
| Št. glasov         | 7328                | 7138                      | 4390                         | 4266            | 1684               | 1634                      | 1284                                        | 1276                     | 1034                         | 851                       | 651                             | 580                                  | 557                                              | 491                              | 373                 | 308                 |

Nagrada strokovne žirije za najboljšo skladbo v celoti
- Moje ime (Kogoj) – Regina

Nagrada za besedilo
- Drago Mislej - Mef za pesem To je dovolj zame (Polona & Nova pot)

Nagrada za zvočno podobo
- Matjaž Vlašič in Boštjan Grabnar za pesem Čez dvajset let (Nuša Derenda)

Nagrada za najboljšega izvajalca
- Nuša Derenda
- Polona Furlan

Nagrada za najboljšega debitanta
- Ana Dežman
- Polona Furlan

## Orion 1999/2000
Izbiranje skladb in izvajalcev, ki so nastopili na Slovenski popevki, je potekalo v oddaji Orion (sezona 1999/2000). V 8 mesečnih oddajah se je v tekmovalnem delu predstavilo po 5 glasbenih novitet, izmed katerih so gledalci izbrali pesem meseca, ki se je uvrstila v finale in se potegovala za naziv »slovenske popevke leta 2000«. V vsaki oddaji je potekal tudi izbor pesmi kariere osrednjega gosta oziroma zvezde večera (uveljavljenega izvajalca ali skladatelja). Uvodna septembrska oddaja (18. 9. 1999) je bila posvečena zmagovalcem Slovenske popevke 1999.
Pesem meseca oktobra − 16. 10. 1999
Zvezda večera je bil Oto Pestner. Kot njegovi gostje so nastopili New Swing Quartet, Peter Ugrin, pevke, s katerimi je posnel svoje uspešne duete, in njegov oče.
| #  | Izvajalec       | Pesem              | Avtorji (glasbe / besedila / aranžmaja)                |
| -- | --------------- | ------------------ | ------------------------------------------------------ |
| 1. | Aurora          | Svoje duše poet    | Aurora / S. Bajc / Aurora                              |
| 2. | Sonja           | Topel žarek        | D. Božič                                               |
| 3. | Wellblott       | Sence              | S. Štaher / Štaher / Z. Cotič, J. Ogrin, Matjaž Sterže |
| 4. | Majda Arh       | Ko se vrneš        | M. Arh / Arh / Bor Zuljan                              |
| 5. | Prestige & Blue | Ženska dela čudeže | Ž. Šegrec / M. Ravnjak Jauk / Ž. Šegrec, A. Šimek      |

Pesem meseca novembra − 20. 11. 1999
Zvezda večera je bila Helena Blagne. Za njeno pesem kariere so se potegovale Moj mornarček, Moj dom, Bambino, Naj nihče me ne zbudi in Dež.
| #  | Izvajalec      | Pesem             | Avtorji (glasbe / besedila / aranžmaja)      |
| -- | -------------- | ----------------- | -------------------------------------------- |
| 1. | Raf & Band     | Letiva skupaj     | R. Zupanc                                    |
| 2. | Petovio        | To je to          | Martin Štibernik / Karmen Stavec / Štibernik |
| 3. | Nataša Mihelič | Pomlad            | Nataša Mihelič / Bor Zuljan                  |
| 4. | Supernova      | Dons grem žurat   | Matjaž Vlašič / R. Lesjak / Bor Zuljan       |
| 5. | Vito Mlinarič  | Črnolasa princesa | Vito Mlinarič / Mlinarič / T. Valenko        |

Pesem meseca decembra − 18. 12. 1999
Zvezda večera je bila Alenka Godec. Za njeno pesem kariere je bila izbrana Daj mi moč. Za praznično vzdušje je poskrbel Big Band RTV Slovenija pod vodstvom dirigenta Lojzeta Krajnčana.
| #  | Izvajalec          | Pesem                      |
| -- | ------------------ | -------------------------- |
| 1. | Selekcija          | To ni to                   |
| 2. | Klemen Pisk        | Kurtizana                  |
| 3. | Lara Baruca & Band | Popotnik                   |
| 4. | Obvezna smer       | Vse, kar imam              |
| 5. | Panda              | Danes se vse preprosto zdi |

Pesem meseca januarja − 22. 1. 2000
Zvezda večera je bil Jure Robežnik, čigar uspešnice so izvedli Helena Blagne, Irena Vrčkovnik, Slavko Ivančić, Braco Koren, Nino Robič in Lado Leskovar.
| #  | Izvajalec                  | Pesem                    | Avtorji (glasbe / besedila / aranžmaja)                  |
| -- | -------------------------- | ------------------------ | -------------------------------------------------------- |
| 1. | Sendi                      | Vse, kar hočem, vse imam | V. Sfiligoj                                              |
| 2. | Simple                     | Banda za ples            | M. Švagelj / Drago Mislej / Švagelj                      |
| 3. | Natalija Verboten          | Ljubi me                 | Matjaž Vlašič / Urša Vlašič / M. Vlašič, Boštjan Grabnar |
| 4. | Tulio Furlanič & Yesterday | Nocoj joče neko srce     | Marino Legovič / Miša Čermak / Legovič                   |
| 5. | The Twins                  | Glas srca                | M. Brecelj, M. Petek / D. Savič                          |

Pesem meseca februarja − 19. 2. 2000
Zvezda večera so bili Čuki. Za njihovo pesem kariere so se potegovale Sončni žarek, Ljubi me, ljubi, Ta vlak, Črne oči, Vsepovsod ljubezen in druge uspešnice.
| #  | Izvajalec  | Pesem             | Avtorji (glasbe / besedila / aranžmaja)       |
| -- | ---------- | ----------------- | --------------------------------------------- |
| 1. | Samson     | Viharno nebo      | Tone Košmrlj                                  |
| 2. | Kalamari   | Tvoja sled        | Franci Čelhar / M. Kočar / M. Švagelj, Čelhar |
| 3. | Rok Šošter | Močnejši kot prej | Sašo Fajon / Miša Čermak / Fajon              |
| 4. | Bonton     | Dva pingvina      | G. Habič, M. Špendal / Špendal / Bonton       |
| 5. | Regina     | Moje ime          | Aleksander Kogoj / Kogoj / Sašo Fajon         |

Pesem meseca marca − 11. 3. 2000
Zvezda večera je bil Edvin Fliser, ki je zapel z Rdečimi dečki, skupino Pepel in kri (Pesem za dinar) in Neco Falk (Crying time).
| #  | Izvajalec         | Naslov                      | Avtorji (glasbe / besedila / aranžmaja)              |
| -- | ----------------- | --------------------------- | ---------------------------------------------------- |
| 1. | Alenka Lesjak     | Najini mostovi              | Alenka Lesjak / P. Kuder / B. A. Kolerič             |
| 2. | Polona & Nova pot | To je dovolj zame           | Danilo Kocjančič / Drago Mislej / Kocjančič          |
| 3. | Botri             | Ti mene se ne mor'š znebit' | Tomaž Domicelj / Domicelj, Botri, B. Bele / Domicelj |
| 4. | Jasmina Cafnik    | Nasvidenje                  | Dušan Erbus / J. Hvale / Erbus                       |
| 5. | Andraž Hribar     | Pustila si                  | Andraž Hribar                                        |

Pesem meseca aprila − 22. 4. 2000
Zvezda večera je bila Mojmir Sepe, čigar uspešnice so izvedli Helena Blagne, Oto Pestner, Alenka Pinterič, Peter Ugrin, Regina in Vita Mavrič.
| #  | Izvajalec     | Pesem           | Avtorji (glasbe / besedila / aranžmaja)                  |
| -- | ------------- | --------------- | -------------------------------------------------------- |
| 1. | Malibu        | Ne, ne, ne      | M. Uljan                                                 |
| 2. | Tanaja        | Rada sem veter  | Tone Košmrlj                                             |
| 3. | Kondor's Band | Mali svet       | J. Mohorič / M. Velikanje / D. Savič                     |
| 4. | Nuša Derenda  | Čez dvajset let | Matjaž Vlašič / Urša Vlašič / M. Vlašič, Boštjan Grabnar |
| 5. | Strmina       | Izgubljene noči | S. Jamnik / Jamnik / I. Potočnik                         |

Pesem meseca maja − 20. 5. 2000
Zvezda večera je bila Elza Budau.
| #  | Izvajalec        | Pesem              |
| -- | ---------------- | ------------------ |
| 1. | Stratus          | Pomladna           |
| 2. | Foxy Teens       | Moja simpatija     |
| 3. | Jolanda Anžlovar | ? (Marija Jolanda) |
| 4. | ?                | Laž o zvestobi     |
| 5. | Slavko Ivančič   | Zagrabi me         |

Poleg 5 tekmovalnih skladb se je predstavila še šesta, posebej naročena – Cvetje in poletje avtorja Jureta Robežnika in izvajalke Ane Dežman, ki se je neposredno uvrstila v finalno oddajo.